# Hồ Sevan
Hồ Sevan (tiếng Armenia: Սևանա լիճ, Sevana lič̣) là hồ nước lớn nhất Armenia và cả vùng Kavkaz, đồng thời là một trong những hồ nước ngọt kiểu Anpơ (nằm ở độ cao lớn) lớn nhất lục địa Á-Âu. Hồ Sevan nằm ở tỉnh Gegharkunik, tại độ cao 1.900 m (6.234 ft) trên mực nước biển. Tổng diện tích bề mặt lưu vực hồ là 5.000 km2 (1.900 dặm vuông Anh), chiếm 1⁄6 diện tích tích. Hồ tính riêng thì rộng 1.242 km2 (480 dặm vuông Anh), với thể tích 32,8 km3 (7,9 mi khối). Nó được cấp nước bởi 28 dòng sông và suối. Chỉ 10% lượng nước thất thoát chảy vào sông Hrazdan, 90% còn lại mất đi do bốc hơi.
Hồ Sevan cung cấp 90% sản lượng cá và 80% sản lượng tôm hùm đất tại Armenia. Nó có giá trị kinh tế, văn hóa, và giải trí quan trọng. Hòn đảo duy nhất (nay là một bán đảo) ở hồ là nơi có một tu viện thời Trung cổ.

## Tên gọi
Các học giả nhất trí rằng từ Sevan xuất phát từ su(i)n(i)a trong tiếng Urartu, hiểu đơn giản là "hồ". Từ này được xuất hiện trong một bản khắc chữ hình nêm thế kỷ 8 TCN thời vua Rusa I của Urartu, tìm thấy ở Odzaberd, bờ nam của hồ. Theo dân gian, Sevan là sự kết hợp của hoặc là sev ("đen") + Van (hồ Van) hoặc sev ("đen") + vank’ ("tu viện"). Các nguồn của Nga và châu Âu vào thế kỷ 19 và đầu 20 gọi nó là Sevanga hay Sevang. Đây có lẽ là tên Nga hóa từ sev vank’ ("tu viện đen") hoặc cũng có thể xuất phát từ cụm từ սա է վանքը (sa ē vankʿə, "đây là tu viện").
Từ thời cổ đại đến Trung cổ, Sevan chủ yếu được xem là một biển và được gọi là biển Gegham (tiếng Armenia cổ điển: ծով Գեղամայ, tsov Geghamay). Thời Cổ đại Hy-La, hồ Sevan có tên Lychnitis (tiếng Hy Lạp cổ: Λυχνῖτις). Tên cũ tiếng Gruzia là Gelakuni (გელაქუნი). Gokcha (tiếng Thổ Nhĩ Kỳ: Gökçe, tiếng Azerbaijani: Göyçə, "nước xanh") cũng từng được dùng ở Nga và châu Âu song song với Sevanga.

## Ý nghĩa

### Văn hóa
Cùng với hồ Van và hồ Urmia, hồ Sevan được xem là một trong ba "biển" lớn của Armenia lịch sử. Trong ba hồ trên, Sevan là hồ duy nhất nằm trong biên giới của Armenia hiện đại, hai hồ kia nằm lần lượt ở Thổ Nhĩ Kỳ và Iran. Hồ Sevan được xem là "hòn ngọc" của Armenia và đã "được công nhận là bảo vật quốc gia". Luật 2001 về hồ Sevan nhìn nhận rằng nó có "một giá trị sinh thái chiến lược vì ý nghĩa môi trường, kinh tế, xã hội, khoa học, văn hóa, thẩm mỹ, y học, giải trí và tâm linh của nó."

### Kinh tế
Nó quan trọng với kinh tế Armenia: là nguồn cung cấp nước tưới, điện giá rẻ, cá, và là nơi thu hút khách du lịch.

## Dân cư

Tỉnh Gegharkunik (đỏ).

Tỉnh Gegharkunik, mà có thể xem là tương đương với lưu vực hồ, có dân số 211.828 người theo thống kê 2011. Những điểm dân lớn nhất trong tỉnh là: Gavar (20.765), Sevan (19.229), Martuni (12.894), Vardenis (12,685), Vardenik (9.880), Yeranos (6.119), Chambarak (5.660), Lchashen (5.054), Tsovagyugh (4.189).

## Hệ động vật

### Cá
Cá hồi Sevan (Salmo ischchan) là loài đặc hữu của hồ, nhưng nó đang bị đe dọa do những loài ngoại lai, gồm cá trắng châu Âu (Coregonus lavaretus) từ hồ Ladoga, cá vàng (Carrasius auratus), và tôm hùm đất (Astacus leptodactylus). Nếu cá hồi Sevan tuyệt chủng tại hồ "gốc", nó có thể vẫn sẽ sống sót ở hồ Issyk-Kul (Kyrgyzstan), nơi nó được du nhập vào thập niên 1970.

### Những loài khác
Vùng quanh hồ là khu sinh sản quan trọng cho mòng biển Armenia (Larus armenicus) với khoảng 4.000-5.000 cặp. Những loài chim khác viếng thăm hồ là thiên nga nhỏ (Cygnus columbianus), ngỗng ngực trắng nhỏ (Anser erythropus), vịt lặn mào đỏ (Netta rufina), vịt nâu đỏ (Aythya nyroca), và mòng biển Pallas (Larus ichthyaetus). Báo Ba Tư (Panthera pardus tullianus) quý hiếm cũng có khi lai vãng đến đây.